# Моршинська гміна
Моршинська гміна — колишня (1934—1939 рр.) сільська гміна Стрийського повіту Станіславського вооєводства Польської республіки (1918—1939) рр. Центром гміни було тоді ще село Моршин.
Моршинську гміну було утворено 1 серпня 1934 р. у межах адміністративної реформи в II Речі Посполитій із двох сільських гмін: Моршин та Лисовичі.